# Arandas
|  | Aquest article tracta sobre el municipi francès. Vegeu-ne altres significats a «Arandas (desambiguació)». |

Arandas és un municipi francès situat al departament de l'Ain i a la regió d'Alvèrnia-Roine-Alps. L'any 2007 tenia 158 habitants.

## Demografia

### Població
El 2007 la població de fet d'Arandas era de 158 persones. Hi havia 64 famílies de les quals 16 eren unipersonals (4 homes vivint sols i 12 dones vivint soles), 28 parelles sense fills i 20 parelles amb fills.
La població ha evolucionat segons el següent gràfic:
Habitants censats

### Habitatges
El 2007 hi havia 111 habitatges, 65 eren l'habitatge principal de la família, 37 eren segones residències i 9 estaven desocupats. 106 eren cases i 5 eren apartaments. Dels 65 habitatges principals, 60 estaven ocupats pels seus propietaris i 5 estaven llogats i ocupats pels llogaters; 1 tenia dues cambres, 8 en tenien tres, 20 en tenien quatre i 36 en tenien cinc o més. 50 habitatges disposaven pel capbaix d'una plaça de pàrquing. A 36 habitatges hi havia un automòbil i a 23 n'hi havia dos o més.

### Piràmide de població
La piràmide de població per edats i sexe el 2009 era:
| Homes | Edats   | Dones |
| ----- | ------- | ----- |
| 0     | 95 o +  | 0     |
| 0     | 90 a 94 | 0     |
| 0     | 85 a 89 | 4     |
| 0     | 80 a 84 | 0     |
| 0     | 75 a 79 | 0     |
| 4     | 70 a 74 | 4     |
| 4     | 65 a 69 | 4     |
| 8     | 60 a 64 | 8     |
| 4     | 55 a 59 | 8     |
| 0     | 50 a 54 | 8     |
| 8     | 45 a 49 | 8     |
| 4     | 40 a 44 | 12    |
| 4     | 35 a 39 | 0     |
| 0     | 30 a 34 | 8     |
| 16    | 25 a 29 | 0     |
| 0     | 20 a 24 | 0     |
| 4     | 15 a 19 | 4     |
| 0     | 10 a 14 | 0     |
| 4     | 5 a 9   | 4     |
| 8     | 0 a 4   | 8     |

## Economia
El 2007 la població en edat de treballar era de 89 persones, 66 eren actives i 23 eren inactives. De les 66 persones actives 65 estaven ocupades (32 homes i 33 dones) i 1 aturada (1 dona i 1 dona). De les 23 persones inactives 12 estaven jubilades, 3 estaven estudiant i 8 estaven classificades com a «altres inactius».

### Ingressos
El 2009 a Arandas hi havia 64 unitats fiscals que integraven 153 persones, la mediana anual d'ingressos fiscals per persona era de 15.482 €.

### Activitats econòmiques
Dels 6 establiments que hi havia el 2007, 1 era d'una empresa de comerç i reparació d'automòbils, 1 d'una empresa d'hostatgeria i restauració, 3 d'empreses de serveis i 1 d'una empresa classificada com a «altres activitats de serveis».
Dels 2 establiments de servei als particulars que hi havia el 2009, 1 era un taller de reparació d'automòbils i de material agrícola i 1 restaurant.
L'any 2000 a Arandas hi havia 8 explotacions agrícoles que ocupaven un total de 710 hectàrees.

## Equipaments sanitaris i escolars
El 2009 hi havia una escola elemental.

## Poblacions més properes
El següent diagrama mostra les poblacions més properes.